# Småtjärnarna (Ströms socken, Jämtland, 712065-147563)
Småtjärnarna är en sjö i Strömsunds kommun i Jämtland och ingår i Ångermanälvens huvudavrinningsområde.